# Comboio de Sal e Açúcar
Comboio de Sal e Açúcar é um filme dos géneros drama e guerra, realizado e escrito por Licínio Azevedo e Teresa Pereira, com base no romance homónimo de Licínio Azevedo. Foi coproduzido entre Portugal, Moçambique, Brasil, África do Sul e a França, e a sua estreia mundial ocorreu no Festival Internacional de Cinema de Locarno a 10 de agosto de 2016.
Foi escolhido para representar Moçambique no Óscar de melhor filme estrangeiro da cerimónia de 2018. É a primeira vez que um filme moçambicano é submetido aos Óscares.

## Elenco
- Melanie de Vales Rafael como Rosa
- Thiago Justino como Salomão
- Matamba Joaquim como Taiar
- Horácio Guiamba como Josefino
- António Nipita como Sete Maneiras
- Absalão Maciel como Baioneta
- Mário Mabjaia como Adriano Gil
- Hermelinda Simela como Amélia

## Reconhecimentos
| Ano  | Prémios                                     | Categorias                             | Destinatários e nomeados | Resultado | Referências |
| ---- | ------------------------------------------- | -------------------------------------- | ------------------------ | --------- | ----------- |
| 2016 | Festival Internacional de Cinema de Locarno | Prémio Piazza Grande da Variety        | Comboio de Sal e Açúcar  | Indicado  | [ 5 ] [ 6 ] |
| 2016 | Festival Internacional de Cinema de Locarno | Boccalini de Ouro de melhor produção   | Comboio de Sal e Açúcar  | Venceu    | [ 5 ] [ 6 ] |
| 2016 | Festival de Cinema de Joanesburgo           | Melhor filme                           | Comboio de Sal e Açúcar  | Venceu    | [ 7 ]       |
| 2016 | Festival Internacional de Cinema do Cairo   | Pirâmide de Prata de melhor realização | Licínio Azevedo          | Venceu    | [ 8 ] [ 9 ] |
| 2016 | Festival Internacional de Cinema do Cairo   | Pirâmide de Ouro de melhor filme       | Comboio de Sal e Açúcar  | Indicado  | [ 8 ] [ 9 ] |
| 2017 | Dias de Cinema em Cartago (Tunísia)         | Tanit d'or de melhor Longa-Metragem    | Comboio de Sal e Açúcar  | Venceu    | [ 10 ]      |